# Akaki Kakauridze
Akaki Kakauridze (ur. 6 lutego 1972 w Kutaisi, zm. 20 sierpnia 2001 w Des Plaines) – turecki bokser pochodzenia gruzińskiego.

## Życiorys
Uczestniczył w Letnich Igrzyskach Olimpijskich w Atlancie w 1996 (jako reprezentant Gruzji) oraz w Letnich Igrzyskach Olimpijskich w Sydney w 2000 (jako reprezentant Turcji). Zginął w wypadku samochodowym w Des Plaines dnia 20 sierpnia 2001 roku.

## Letnie Igrzyska Olimpijskie 1996

### Boks
| Konkurencja                | 1/16 finału            | 1/8 finału            | Ćwierćfinały     | Półfinały        | Finał            | Pozycja | Źródło |
| Konkurencja                | Przeciwnik Wynik       | Przeciwnik Wynik      | Przeciwnik Wynik | Przeciwnik Wynik | Przeciwnik Wynik | Pozycja | Źródło |
| -------------------------- | ---------------------- | --------------------- | ---------------- | ---------------- | ---------------- | ------- | ------ |
| waga lekkośrednia do 75 kg | Ricardo Araneda W 10-3 | Muhammad Bahari P 5-8 | NQ               | NQ               | NQ               | 9.- 16. | [ 2 ]  |

## Letnie Igrzyska Olimpijskie 2000

### Boks
| Konkurencja                | 1/16 finału               | 1/8 finału       | Ćwierćfinały           | Półfinały        | Finał            | Pozycja | Źródło |
| Konkurencja                | Przeciwnik Wynik          | Przeciwnik Wynik | Przeciwnik Wynik       | Przeciwnik Wynik | Przeciwnik Wynik | Pozycja | Źródło |
| -------------------------- | ------------------------- | ---------------- | ---------------------- | ---------------- | ---------------- | ------- | ------ |
| waga lekkośrednia do 75 kg | Mariano Natalio Carrera W | Im Jung-Bin W    | Vüqar Ələkbərov P 18-8 | NQ               | NQ               | 7.      | [ 3 ]  |